# ASAHI BEER OZ MEETS JAZZ
ASAHI BEER OZ MEETS JAZZ（アサヒビール・オズ・ミーツ・ジャズ）とは、J-WAVE及びそれを再送信する一部コミュニティFM局で放送された音楽番組。1999年2月放送開始。ジャズ・ピアニストの小曽根真の冠番組であり、アサヒビールの冠スポンサー番組（一社提供）。2008年9月までは、JFLでは珍しいネット番組でもあった（ただし同時放送では無かった）。
なお、タイトルは2007年3月まで『ASAHI KURONAMA OZ MEETS JAZZ』（アサヒ黒生・オズ・ミーツ・ジャズ）であった。
原則としてニューヨークから放送、小曽根の関西弁での軽妙なトークを中心に進行する。

## 主なコーナー
- O-ZONE - 小曽根と関係の深いミュージシャンを紹介する。ゲストとしてスタジオに招くこともある。
- OZ PIANOLOGY - ひとりのジャズミュージシャンに注目する。

また、毎月最終週の放送は「リスナー感謝デー」として、リクエストによるキーボード生演奏や、音楽・ジャズに関する質問に小曽根が答える内容になっている。

## 放送時間
- J-WAVE

土曜 21:30-22:30（1999年2月-2000年3月）
土曜 21:00-21:54（2000年4月-2012年3月）
番組終了後、小曽根は後番組『THE PLAYERS』（2012年4月 - 2013年9月 / 月の最終土曜日のみ村治佳織が担当）、『JAZZ IS ALIVE』（2013年10月 - 2014年9月 / 『PRIME FACTOR』に内包され、土曜 24:20 - 24:50に放送）を担当し、約15年間J-WAVEの番組を担当した。

### コミュニティFM局
J-WAVEを再送信しているコミュニティFM局の一部でも放送された。
北海道
- GREEN FM（札幌市）
- ラジオふらの（富良野市）
- FM-JAGA（帯広市）

青森県
- Be FM（八戸市）

岩手県
- ラヂオもりおか（盛岡市）

宮城県
- FMいずみ（仙台市泉区）
- BAY WAVE（塩竈市）
- ラジオ石巻（石巻市）

山形県
- ラジオモンスター（山形市）
- ハーバーRADIO（酒田市）

福島県
- FM POCO（福島市）
- SEA WAVE FMいわき（いわき市）
- FM 愛'S（会津若松市）

新潟県
- FM KENTO（新潟市中央区）
- ラヂオは～と（三条市・燕市）
- FMながおか（長岡市）

長野県
- FMぜんこうじ（長野市）
- iステーション （飯田市）

富山県
- City FM（富山市）
- ラジオ･ミュー（黒部市）
- エフエムいみず（射水市）

静岡県
- FM-Hi!（静岡市葵区）
- FM Haro!（浜松市中区（現：中央区））
- COAST-FM（沼津市）
- Radio-f（富士市）

愛知県
- Radio SAN-Q（瀬戸市）
- メディアスエフエム（東海市）

滋賀県
- B-WAVE（近江八幡市）

大阪府
- YES-fm（大阪市中央区)

兵庫県
- FM GENKI（姫路市）
- BAN-BANラジオ（加古川市）

和歌山県
- ビーチステーション（西牟婁郡白浜町）

鳥取県
- RADIO BIRD（鳥取市）

岡山県
- FMくらしき（倉敷市）

広島県
- FMちゅーピー（広島市中区）
- レディオBINGO（福山市）

山口県
- NANAKO（萩市）

香川県
- FM81.5（高松市）
- FM SUN（坂出市）

高知県
- Whale Station（高知市）

福岡県
- ドリームスエフエム（久留米市）

宮崎県
- シティエフエム都城（都城市）

鹿児島県
- FRIENDS FM762（鹿児島市）

沖縄県
- エフエムみやこ（宮古島市）

### 過去に放送していたJFL系ネット局
前述の通り、2008年9月まではすべてのJFL系列局でネット放送していた。
- FM802 ： 金曜24:00-25:00（土曜0:00-1:00）
  - Radio Sweet（東近江市）では、FM802を再送信していた。
- ZIP-FM ： 土曜19:00-20:00
- FM NORTH WAVE ： 土曜21:00-22:00
- CROSS FM ： 土曜22:00-23:00

## コンピレーションCD
番組発のコンピレーションCDとして「OZ MEETS JAZZ」「OZ MEETS JAZZ 2」がリリースされている。
- この内「2」には、小曽根真がJ-WAVEの「TRAFFIC INFORMATION（交通情報）」「WEATHER INFORMATION（気象情報・天気予報）」のために作曲した楽曲も収録されている。